# Melissa Borjas
Melissa Paola Borjas Pastrana (Tegucigalpa, 20 de octubre de 1986) es una árbitra hondureña de fútbol, egresada en 2008 de la carrera de Banca y Finanzas en la UNAH. Es sobrina del árbitro Carlos Pastrana.

## Arbitraje
Es árbitro internacional desde 2013, sus primeros arbitrajes en partido internacionales los realizó en la Copa de Algarve en Portugal, también participó en los XXII Juegos Centroamericanos y del Caribe de 2014, y en el Campeonato Femenino Sub-20 de 2014 en Islas Caimán.
En 2015 se convirtió en la primera árbitra hondureña en participar una Copa Mundial Femenina de Fútbol en la Copa Mundial Femenina de Canadá 2015 en donde arbitró el juego entre Ecuador y Japón.
El 4 de abril de 2019 fue nombrada por la comisión nacional de arbitraje para dirigir el "Clásico capitalino" entre Olimpia vs Motagua, convirtiéndose así en la primera mujer en dirigir el clásico capitalino.

El 26 de mayo de 2019 se convirtió en la primera mujer árbitro en dirigir en Honduras una final masculina (partido 1 de 2) entre Olimpia y Motagua.
También fue árbitra en la Copa Mundial Femenina de Francia 2019 y en los Juegos Olímpicos de Tokio 2020.
En 2023, fue seleccionada para arbitrar en la Copa Mundial Femenina de Fútbol de 2023.